# بطلمیوس (پادشاه کوماژن)
بطلمیوس (به یونانی: Πτολεμαῖος) (۱۳۰ - ۲۰۱ پیش از میلاد) دارای تبار ایرانی-مقدونی بود. او که در ابتدا ساتراپ کوماژن (تا ۱۶۳ پیش از میلاد) بود، در سال ۱۶۳ پیش از میلاد در پی شورش بر علیه سلوکیان سوریه، اولین پادشاه مستقل کوماژن (۱۶۳ تا ۱۳۰ پیش از میلاد) شد. او متعلق به دودمان اروندی بود که توسط یرواند یکم تأسیس شد. پدر بطلمیوس، یرواند چهارم پادشاه ارمنستان، پسر آرشام یکم بود.
بطلمیوس آخرین ساتراپ ایالت کوماژن در دوران امپراتوری سلوکی بود. او زیر نظر پادشاهان سلوکی سوریه از جمله: آنتیوخوس سوم، سلوکوس چهارم، آنتیوخوس چهارم و آنتیوخوس پنجم خدمت کرد.
بطلمیوس تا سال ۱۶۳ پیش از میلاد به عنوان ساتراپ کوماژن خدمت کرد. هنگامی که امپراتوری سلوکی شروع به فروپاشی کرد، در سال ۱۶۳ پیش از میلاد، بطلمیوس تصمیم گرفت شورشی ترتیب دهد و کوماژن را به یک پادشاهی مستقل تبدیل کند. بطلمیوس همچنین ساموساتا، پایتخت کوماژن تحت حکومت سلوکیان را به عنوان پایتخت پادشاهی جدید خود نیز برگزید.
بطلمیوس از خویشاوندان مهرداد یکم اشکانی بود. همچنین با توجه به تکه‌هایی از نقش برجسته‌های کتیبه‌ای که در کوه نمرود یافت شده، باستان‌شناسان دریافته‌اند که بطلمیوس از نوادگان داریوش بزرگ هخامنشی نیز بوده‌است. بطلمیوس در سال ۱۳۰ پیش از میلاد درگذشت و پسرش سامس دوم جانشین او شد.